# Pseudocolochirus unica
Pseudocolochirus unica is een zeekomkommer uit de familie Cucumariidae.
De wetenschappelijke naam van de soort werd in 1988 gepubliceerd door Gustave Cherbonnier.